# Стюарт Юдалл
Стю́арт Лі Ю́далл (англ. Stewart Lee Udall; нар. 31 січня 1920, Сент-Джонс, Аризона — пом. 20 березня 2010, Санта-Фе, Нью-Мексико) — американський політик-демократ. Він представляв 2-й округ штату Аризона у Палаті представників США з 1955 по 1961, був міністром внутрішніх справ Америки з 1961 по 1969 при президентах Кеннеді і Джонсоні. Брат Мо Юдалла і батько Тома Юдалла.
Юдалл брав участь у Другій світовій війні (ВПС США), перебував як місіонер Церкви Ісуса Христа Святих останніх днів у штаті Пенсільванія та Нью-Йорку. Здобув диплом юриста 1948 року в Університеті Аризони і працював адвокатом зі своїм братом Mo Юдаллом у Тусоні.
Закінчивши політичну кар'єру, він працював запрошеним професором навколишнього середовища в Єльському університеті. Східна точка Американських Віргінських островів, Юдалл, названа на честь нього.